# Терпигор'єво
Терпиго́р'єво (рос. Терпигорьево) — присілок у складі Митищинського міського округу Московської області, Росія.

## Населення
Населення — 70 осіб (2010; 49 у 2002).
Національний склад (станом на 2002 рік):
- росіяни — 98 %